# Pierścieniak grynszpanowy

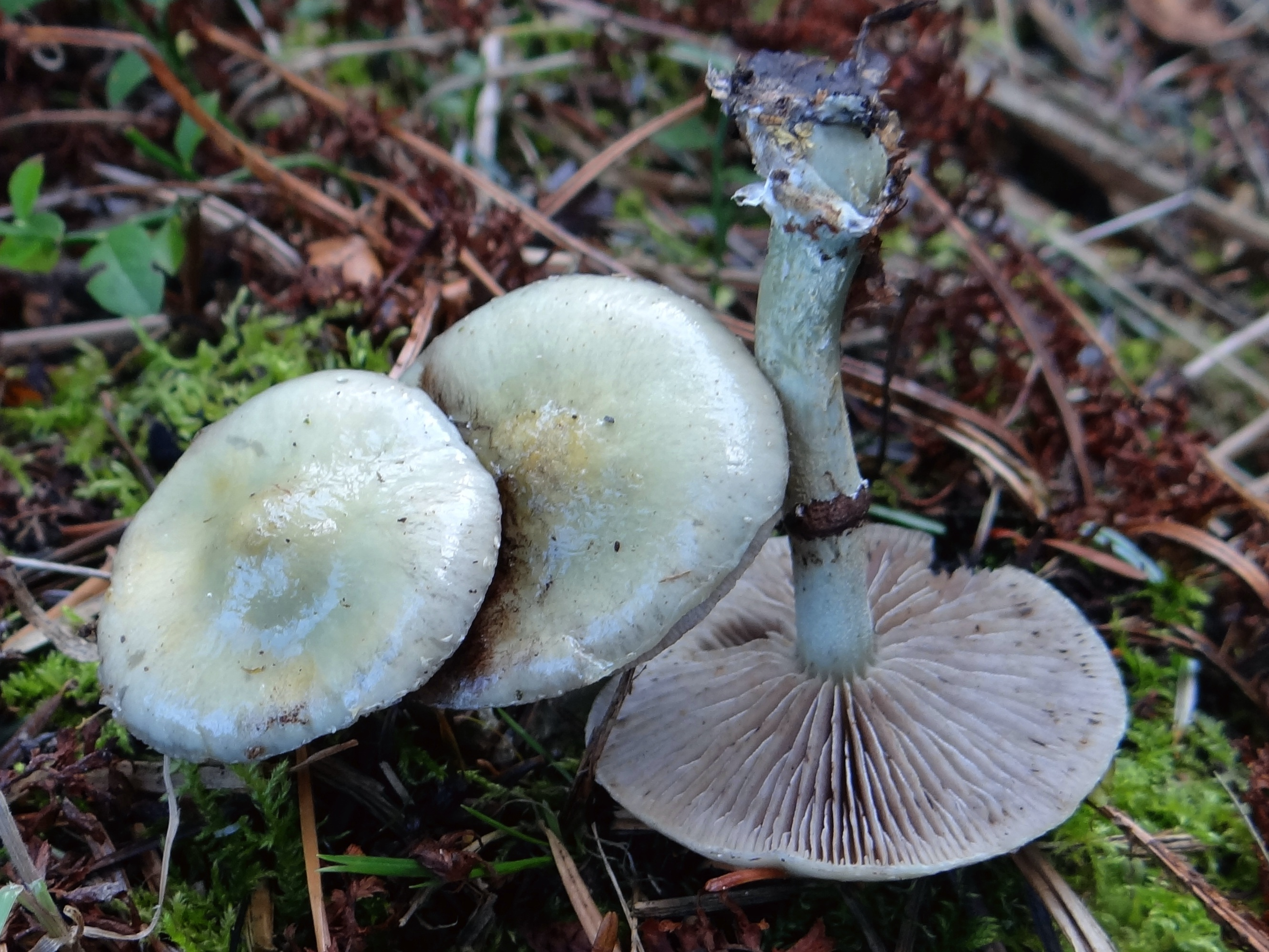
Blaszki mają fioletowy odcień

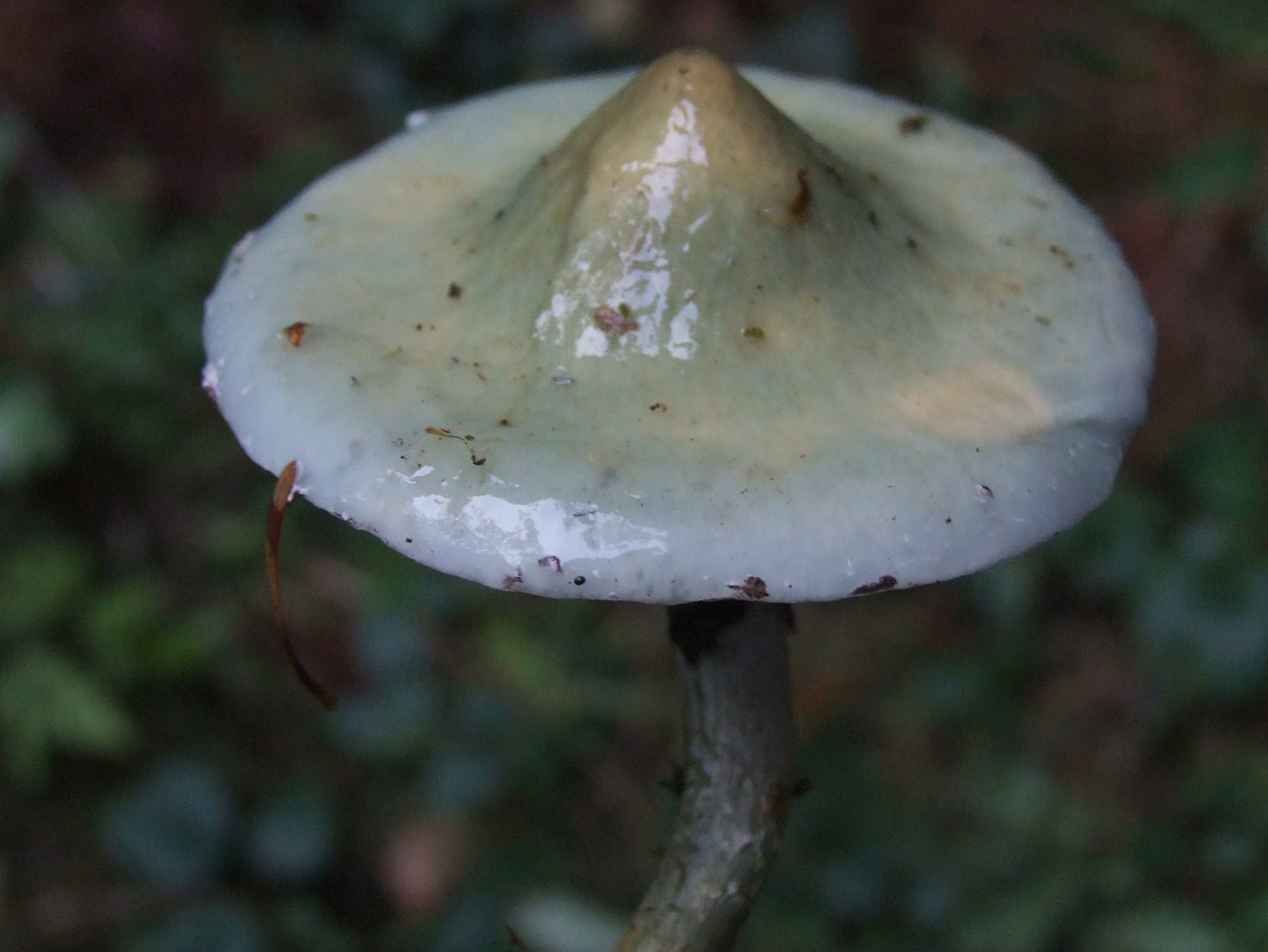
Miedzianozielony kapelusz z ostrym garbem

Pierścieniak grynszpanowy (Stropharia aeruginosa (Curtis) Quél.) – gatunek grzybów z rodziny pierścieniakowate (Strophariaceae).

## Systematyka i nazewnictwo
Pozycja w klasyfikacji według Index Fungorum: Strophariaceae, Agaricales, Agaricomycetidae, Agaricomycetes, Agaricomycotina, Basidiomycota, Fungi.
Po raz pierwszy takson ten zdiagnozował w 1782 r. William Curtis nadając mu nazwę Agaricus aeruginosus. Obecną, uznaną przez Index Fungorum nazwę nadał mu w 1872 r. Lucien Quélet.
Niektóre synonimy naukowe:

- Agaricus aeruginosus Curtis 1786
- Pratella aeruginosa (Curtis) Gray 1821
- Psilocybe aeruginosa (Curtis) Noordel. 1995
- Stropharia alpina (M. Lange) M. Lange 1980

Polską nazwę podali Barbara Gumińska i Władysław Wojewoda w 1968. W polskim piśmiennictwie mykologicznym gatunek ten ma też inne nazwy: łysiczka niebieskozielona, bedłka grynszpanowa, pieczarka zielona, pierścieniak zielony, pierścieniak opaska zaśniedziała, pierścieniak niebieskozielony.

## Morfologia
Kapelusz
Średnicy 3-8(10) cm, pokryty warstwą niebieskozieloną lub sinozieloną śluzu, w którym można zauważyć białe łuseczki. W czasie suszy kapelusz traci śluz, robi się połyskujący, gładki i o wyblakłym kolorze. Kształt kapelusza w początkowej fazie wzrostu jest wypukły, by z czasem przejść na kształt dzwonkowaty, płaski. Miąższ dość zwarty, skórka daje się łatwo zerwać z kapelusza.
Blaszki
Gęste i przyrośnięte do trzonu. U młodych owocników zakryte osłoną. Kolor początkowo białawy, później fioletowosiny, w końcu czekoladowobrązowy. Ostrza blaszek białe i oprószone.
Trzon
Dochodzi do 8 cm wysokości i grubości 1 cm. Kolor jasnobeżowy lub jasnozielony z czasem zmienia się na brunatny, w środku jest pusty. Pierścień znajduje się w połowie trzonu i zanika we wczesnym okresie. Poniżej tego pierścienia trzon pokrywa się kosmkami, czy też łuseczkami białego koloru.
Miąższ
Początkowo zielonkawobiały, później kremowy. Smak i zapach niewyraźny.
Wysyp zarodników
Zarodniki fioletowobrunatne, eliptycznojajowate, o średnicy 7-9 × 4-5,5 µm. Ostrze blaszek z włoskowatymi cystydami.
Gatunki podobne
Pierścieniaka grynszpanowego można pomylić z pierścieniakiem białoniebieskim (Stropharia caerulea), który ma kapelusz bardziej niebieski, a blaszki różowawe, jest też mniej śliski.

## Występowanie i siedlisko
Występuje w Ameryce Północnej, w Europie i w Iranie. W Polsce jest pospolity.
Owocniki pojawiają się od września do listopada, w lasach liściastych i iglastych, w parkach, czasami wzdłuż dróg. Rośnie na ziemi i na martwym drewnie. Tworzy grupy grzybów złożone z wielu osobników. Jest dość pospolity. Najczęściej rośnie pod bukami, rzadziej pod jodłami.

## Znaczenie
Grzyb jadalny, w smaku nie należy do gatunków dobrych, w mieszance z innymi nadaje się do spożycia. Ważną uwagą jest obowiązkowe ściąganie skórki z kapelusza.
W badaniach laboratoryjnych stwierdzono antynowotworowe działanie zawartych w tym grzybie polisacharydów. Ekstrahowawane z grzybni i dootrzewnowo podawane białym myszom w dawce 300 mg/kg hamowały o 70% wzrost mięsaka 180 i o 60% wzrost raka Ehrlicha.